# 橋谷義人
橋谷 義人（はしたに よしと、1931年〈昭和6年〉2月11日 - ）は、日本の農学博士、元大阪成蹊女子短期大学学長。

## 人物
鳥取県出身、日野郡溝口町（現・西伯郡伯耆町）在籍。1955年、神戸大学農芸化学科助手。1964年、京都大学大学院農学研究科博士課程修了、同年京都大学化学研究所研究員。
1965年、「高等植物におけるビタミンB1の生合成について」にて同大学より学位を取得、同年大阪成蹊女子短期大学助教授。1969年、教授。1972年、家政学科栄養コース主任。
1975年、大阪成蹊学園評議員。1976年、理事。1978年、大阪成蹊女子短期大学学生部長。1986年、教務部長。1991年7月、学長に就任。
2008年、瑞宝小綬章受章。趣味は彫金、油絵。住所は兵庫県芦屋市南宮町。

## 家族・親族
橋谷家
- 父・義孝[4]（1888年 - 1975年、農学博士、技師[5]、大日本ビタミン製薬会長、日本発酵工業社長、吹田商工会議所会頭）
- 妻（1935年 - ）[1]
- 長男・義典[1]（クオンタムリープ代表取締役副会長、1959年 - ）
  - 同妻[1]
  - 同長女[1]
  - 同二女[1]
  - 同三女[1]
- 二男・義尚[1]（橋谷歯科医院長[6]、1964年 - ）
  - 同妻[1]
  - 同長女[1]
  - 同二女[1]